# Saco de papel

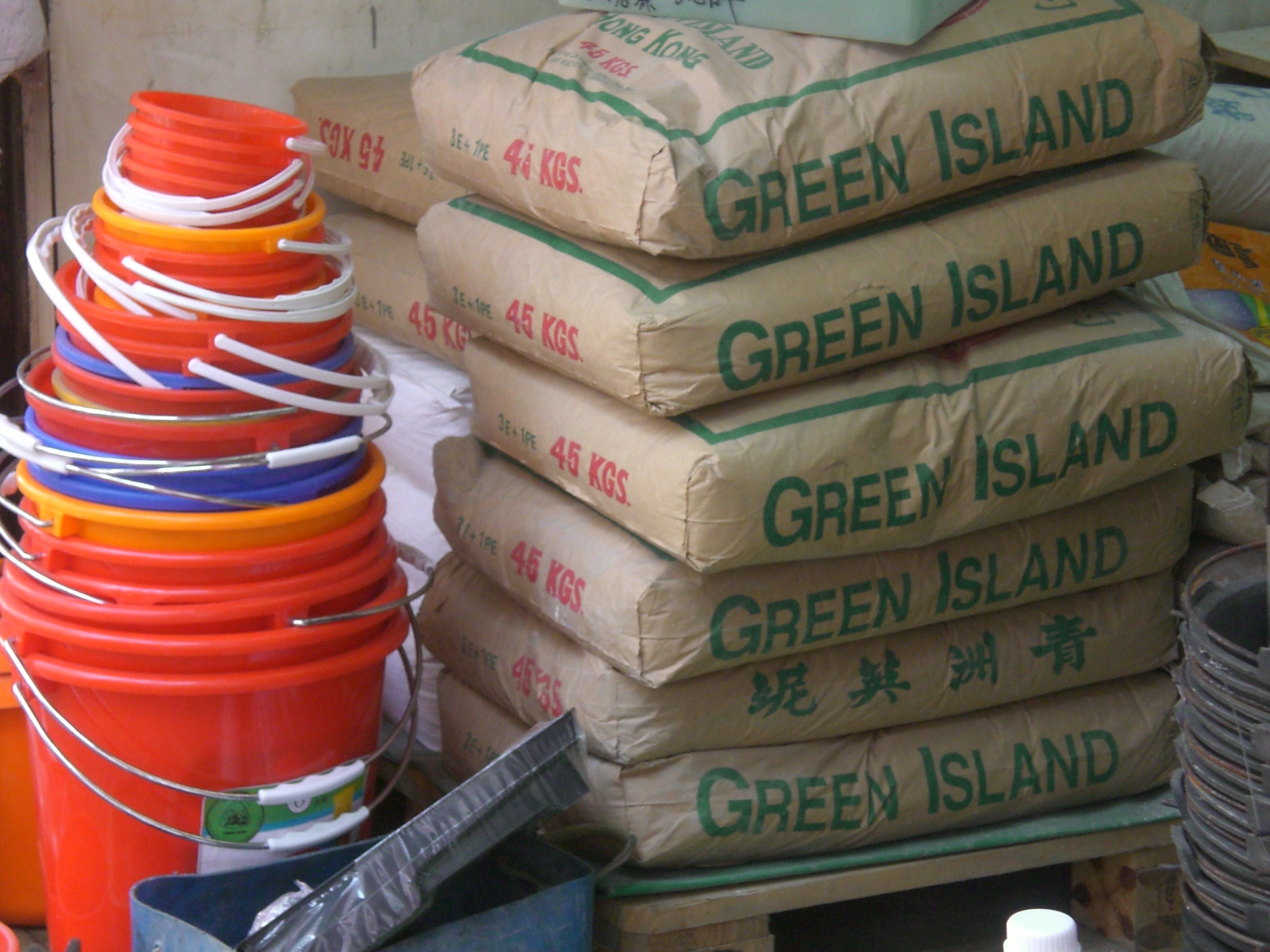
Sacos de cemento

El saco de papel es un embalaje fabricado en papel de alta calidad y gramaje, generalmente kraft de fibra virgen, que es utilizado normalmente para el transporte de materia en polvo, tales como harina, cemento, alimento de animales, etc.
Suele constar de varias capas para otorgar resistencia, y una exterior menos resistente donde se imprimen las instrucciones, marca comercial, etc.
La capacidad es variable, cada país establece una normativa de masa máxima por motivos de seguridad laboral.
- Datos: Q3352223